# J'ai réveillé le tigre
 (mars 2021).
J'ai réveillé le tigre est un récit d'aventure écrit par l'aventurière suisse Sarah Marquis. Paru le 25 avril 2019 à la suite de son voyage en Tasmanie en 2018, c'est son septième livre.

## Le projet
Sarah Marquis décrit sa marche à travers la Tasmanie, avec pour but de partir sur les traces du tigre de Tasmanie, pour y découvrir sa vie avant son extermination par l'homme. 

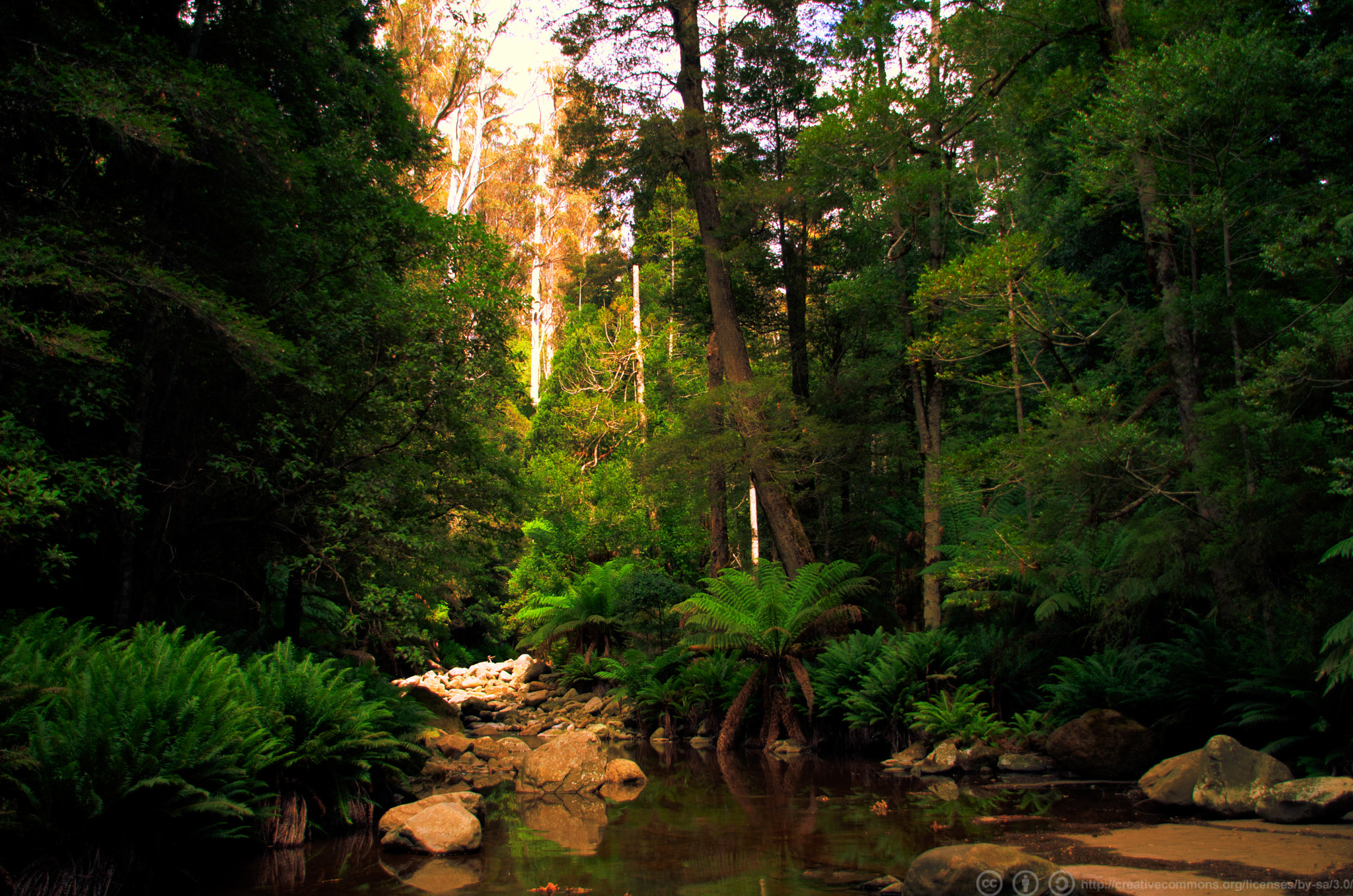
Forêt de Tasmanie

Elle décrit son vécu, ses peurs et ses autres ressentis dans cette marche à travers la forêt, pendant laquelle elle a connu la faim et perdu douze kilos en trois semaines.
Durant sa marche, elle fait une chute, elle se sectionne l'humérus. Elle repart après deux semaines de traitement.
Seize pages de photos sont présentes au milieu du livre. Certaines sont prises par la photographe Australienne Krystle Wright, qui a accompagné Sarah Marquis durant quelques jours le long de son périple, d'autres sont prises par Sarah Marquis elle-même.

## Controverse
En avril 2024, l'émission d'enquête et de fact-checking Vraiment de la Radio Télévision Suisse met en doute le caractère sauvage et hors des sentiers battus effectué par Sarah Marquis lors de sa traversée de la Tasmanie. Elle aurait essentiellement emprunté des sentiers balisés, abondamment fréquentés par les touristes. En utilisant des techniques d'OSINT, les journalistes et contributeurs de l'émission montrent, par exemple, que des photos non-géolocalisées, publiées par Sarah Marquis ont été prises sur les rives du Lac Saint Clair, sur lesquels passent plusieurs sentiers balisés. 
Le caractère scientifique de l'expédition et sa collaboration pour le CSIRO, l'agence nationale scientifique australienne, sont également remis en question, tout comme un contact qu'elle prétend avec un tigre de Tasmanie, espèce disparue depuis 1936. Plus qu'une réelle aventure sportive, ce serait un storytelling lucratif, avec notamment la vente de newsletters à 11 francs suisses l'unité.